# Christopher Addison, 2. Viscount Addison
Christopher Addison, 2. Viscount Addison (* 8. Dezember 1904; † 18. November 1976) war ein  britischer Peer und Politiker.
Er war der ältere Sohn des Christopher Addison, 1. Viscount Addison und der Isobel Mackinnon Gray. Er besuchte die University College School in Hampstead und studierte am Newton College in Newton Abbot, Devon.
Beim Tod seines Vaters erbte er 1951 dessen Adelstitel als Viscount Addison und wurde dadurch Mitglied des House of Lords.
Er heiratete am 10. September 1928 Brigit Helen Christine Williams († 1980) und hatte mit ihr zwei Töchter: Jacqueline Faith Addison (* 1944) und Christine Gray Addison (* 1946).
Da er bei seinem Tod, 1976, keinen männlichen Erben hinterließ, erbte sein jüngerer Bruder Michael Addison seine Adelstitel.